# Photocorynus
Photocorynus is een monotypisch geslacht van straalvinnige vissen uit de familie van de linophryden (Linophrynidae).

## Soort
- Photocorynus spiniceps Regan, 1925